# Âme fifties
Albums de Alain Souchon
Le Concert (avec Laurent Voulzy)
(2014)
Âme fifties est le 15e album studio d'Alain Souchon sorti le 18 octobre 2019. 
L'album est sacré Album de l'année aux Victoires de la musique 2020 et Album RTL de l'année 2019.
Il est certifié double disque de platine pour un équivalent de 200 000 exemplaires vendus.

## Titres
| No  | Titre                   | Paroles                                          | Musique                        | Durée |
| --- | ----------------------- | ------------------------------------------------ | ------------------------------ | ----- |
| 1.  | Âme fifties             | Alain Souchon                                    | Alain Souchon - Pierre Souchon | 3:40  |
| 2.  | Presque                 | Alain Souchon - Édouard Baer                     | Pierre Souchon - Ours          | 3:18  |
| 3.  | Ici et là               | Alain Souchon                                    | Pierre Souchon                 | 3:06  |
| 4.  | Debussy Gabriel Fauré   | Alain Souchon - David McNeil                     | Pierre Souchon                 | 3:43  |
| 5.  | Un terrain en pente     | Alain Souchon                                    | Alain Souchon                  | 3:43  |
| 6.  | Ronsard Alabama         | Pierre de Ronsard (extrait de Voyage d'Herceuil) | Alain Souchon                  | 1:46  |
| 7.  | Irène                   | Alain Souchon                                    | Laurent Voulzy                 | 4:13  |
| 8.  | On s’ramène les cheveux | Alain Souchon                                    | Pierre Souchon                 | 2:48  |
| 9.  | On s’aimait             | Alain Souchon                                    | Alain Souchon                  | 3:12  |
| 10. | Ouvert la nuit          | Alain Souchon                                    | Alain Souchon                  | 3:04  |

## Réédition
Sortie le 4 décembre 2020, il s'agit d'un double album intitulé Âme fifty-fifties.

### Âme fifty-fifties
| 1.  | Âme fifties               | 3:40 |
| 2.  | Presque                   | 3:18 |
| 3.  | Ici et là                 | 3:06 |
| 4.  | Debussy Gabriel Fauré     | 3:43 |
| 5.  | Jaloux du soleil (Inédit) | 3:04 |
| 6.  | Un terrain en pente       | 3:43 |
| 7.  | Ronsard Alabama           | 1:46 |
| 8.  | Irène                     | 4:13 |
| 9.  | On s'ramène les cheveux   | 2:48 |
| 10. | On s'aimait               | 3:12 |
| 11. | Ouvert la nuit            | 3:04 |

| 1. | Âme fifties (unplugged)                     | Alain Souchon                | Alain Souchon - Pierre Souchon | 3:32 |
| 2. | J'ai perdu tout ce que j'aimais (unplugged) | Alain Souchon                | Laurent Voulzy                 | 2:53 |
| 3. | Presque (unplugged)                         | Alain Souchon - Édouard Baer | Ours - Pierre Souchon          | 2:50 |
| 4. | Rame (unplugged)                            | Alain Souchon                | Laurent Voulzy                 | 3:50 |
| 5. | On avance (unplugged)                       | Alain Souchon                | Louis Chedid                   | 3:45 |
| 6. | Portbail (unplugged)                        | Alain Souchon                | Alain Souchon                  | 2:22 |
| 7. | Caterpillar (unplugged)                     | Alain Souchon                | Alain Souchon                  | 3:56 |
| 8. | Foule sentimentale (unplugged)              | Alain Souchon                | Alain Souchon                  | 3:39 |
| 9. | Un terrain en pente (unplugged)             | Alain Souchon                | Alain Souchon                  | 3:42 |

## Personnel[3]

### Musiciens
- Batterie, percussions : Raphaël Chassin, Pierre-François Dufour (chansons 1, 2, 4, 5 et 8) ; Denis Benarrosh (chansons 3 et 7) ; Régis Ceccarelli (chanson 10)
- Basse, contrebasse : Laurent Vernerey (chansons 1 à 5 et 7 à 9)
- Guitares, bouzouki, dobro, ukulele : Michel-Yves Kochmann (chansons 1, 2, 3, 5, 7 et 8)
- Guitares : Dean Parks (chanson 3) ; Romain Millot (chanson 4) ; Ours, Alain Souchon (chanson 6) ; Laurent Voulzy (chanson 7) ; Pierre Souchon (chanson 10)
- Chœurs : Keren Ann (chanson 3) ; Laurent Voulzy (chanson 7) ; Aurélie Bouix, Régis Ceccarelli, Ours, Pierre Souchon (chanson 10)
- Programmations : Maxime Le Guil (chansons 1, 2, 3, 4 et 7)
- Piano, claviers : Clément Ducol (chansons 1, 2 et 8), Pierre Souchon (1, 4, 10)
- Piano : Vincent Delerm (chanson 9)
- Voix : Édouard Baer (chanson 10)
- Cor : Joël Lasry, Julien Desplanque (chansons 1, 2, 4 et 5)
- Trompette : Brice Moscardini (chansons 1, 2, 4 et 5) ; Michel Feugère, Sylvain Gontard (chanson 10)
- Tuba : Pierrick Fournes (chansons 1, 2, 4 et 5) ; Rénald Villoteau (chanson 10)
- Violons : Christelle Lassort, Vladimir Percevic, Pavel Guerchovitch (chansons 1, 4, 7 et 9)
- Violoncelle : Pierre-François Dufour (chansons 1, 4, 7 et 9)
- Trombone : David Zimmermann (chanson 10)
- Trombone, Glockenspiel : Julien Chirol (chanson 10)
- Saxophone, clarinette, flûte : Stéphane Chausse (chanson 10)
- Saxophone : Frédéric Gastard (chanson 10)

### Réalisation
- Enregistrement : Maxime Le Guil, assisté de Rémy Dulmez, au Studio de la Fabrique à Saint-Rémy-de-Provence et Studio de la Gaité à Paris (chansons 1 à 9) ; Jeff Ginouves, au Studio Ferber à Paris
- Réalisation : Maxime Le Guil (chansons 1 à 9), co-réalisé avec Clément Ducol (chansons 1, 2, 4, 5, 8 et 9) ; Ours, Pierre Souchon et Julien Chirol (chanson 10)
- Pré-production et production : Pierre Souchon et Ours
- Arrangement cordes et cuivres : Clément Ducol
- Orchestration et direction fanfare : Julien Chirol (chanson 10)
- Photos du livret : Nathaniel Goldberg

## Critiques
Pour l'Express, Alain Souchon raconte dans cet album sa jeunesse dans les années 1950, quand il découvre le rock'n roll alors que son père ne jure que par Debussy et Gabriel Fauré.

## Classement hebdomadaire
| Classement (2019)            | Meilleure position |
| ---------------------------- | ------------------ |
| Belgique (Flandre Ultratop)  | 152                |
| Belgique (Wallonie Ultratop) | 2                  |
| France (SNEP)                | 2                  |
| Suisse (Schweizer Hitparade) | 6                  |

## Certifications
| Pays          | Certification | Ventes  |
| ------------- | ------------- | ------- |
| France (SNEP) | 2x Platine    | 200 000 |